# Шнейдерман Роман Григорович
Роман Григорович Шнейдерман (нар. 24 лютого 1947 — пом. 3 березня 2010) — український радянський футболіст, футбольний функціонер та тренер. Майстер спорту СРСР.
Рекордсмен дніпропетровського «Дніпра» за кількістю матчів у національних чемпіонатах (360).

## Біографія
Почав займатися футболом у 12-річному віці у групі підготовки дніпропетровського «Металурга», який 1962 року змінив назву на «Дніпро». Вже 1965 року тренери групи підготовки рекомендували 18-річного півзахисника до основного складу дніпропетровської команди. Дебютував у чемпіонатах СРСР 2 серпня 1966 року у грі проти воронезького «Труда» (перемога 2:1).
У 1973 році був обраний капітаном команди. Разом із дніпропетровським клубом 1971 року здобув право виступати у вищій лізі СРСР, двічі виходив разом з командою до півфіналу Кубку СРСР (1973, 1976). Завершив ігрову кар'єру у 1977 році, після чого увійшов до тренерського штабу «Дніпра». Протягом 12 сезонів, проведених на футбольному полі, зіграв за «Дніпро» у 360 іграх чемпіонату, що є досі неперевершеним показником, забив 24 голи.
Згодом працював футбольним арбітром, пізніше очолив Федерацію футболу Дніпропетровська, призначався делегатом ФФУ на матчі чемпіонату України. Працював старшим тренером з футболу в дніпропетровському УФК, одним з найвідоміших вихованців якого був півзахисник «Дніпра», київського «Динамо» та збірної України Руслан Ротань.
Помер Роман Шнейдерман на 64-му році життя 3 березня 2010 року.

## Особисте життя
Братом Романа Шнейдермана є Володимир Шнейдерман, також футболіст, а також футбольний тренер.